# Маленьо
Маленьо (итал. Malegno) — коммуна в Италии, в провинции Брешиа области Ломбардия.
Население составляет 2111 человек, плотность населения составляет 352 чел./км². Занимает площадь 6 км². Почтовый индекс — 25053. Телефонный код — 0364.
Покровителем коммуны почитается святой апостол Андрей, празднование 30 ноября.